# Boxing Match; or, Glove Contest
Boxing Match; or, Glove Contest er en britisk stumfilm fra 1896 af Birt Acres.